# Павловское шоссе (Пушкин)
Па́вловское шоссе — шоссе в городе Пушкине (Пушкинский район Санкт-Петербурга). Проходит от Софийского бульвара и Парковой улицы до улицы Архитектора Данини, перетекая в неё. Является продолжением Садовой улицы.

## История и описание
Эта дорога — одна из древнейших дорог местности, известна с допетровских времен. В середине XVIII века она выполняла роль связи дворца Царского Села с нынешней территорией города Павловска, где тогда были императорские охотничьи угодья на реке Славянке. Именно поэтому участок павловской Садовой улицы от Слуцкой улицы за Детскосельскую расположен точно в створе нынешнего Павловского шоссе. Дорога (она тогда носила название Павловская дорога) проходила через финскую селение Полозор (позднее стала Белозёркой), где был построен путевой Белозёрский дворец.
В 1830-х годах Павловская дорога стала Павловским шоссе. 23 апреля 1923 года его переименовали в Слу́цкое шоссе (в 1918 году Павловск переименовали в Слуцк — в честь революционерки Веры Слуцкой).
В 1949 году, спустя пять лет после возвращения Павловску исторического названия, Слуцкое шоссе переименовали в улицу Маяко́вского в честь поэта В. В. Маяковского.
В советское время был упразднён и ликвидирован участок бывшего Павловского шоссе от Павловска-2 до Садовой улицы в Павловске. Сейчас на этом месте Привокзальный сквер. На территории Пушкина (от Парковой улицы до линии Октябрьской железной дороги) трасса охраняется государством как выявленный объект культурного наследия «Историческая трасса Павловского шоссе с аллеями и гидротехническими сооружениями».
7 июля 1993 года проезду вновь вернули историческое название Павловское шоссе.
Чётную сторону Павловского шоссе занимает Отдельный парк с многочисленными дачами (многие из них признаны памятниками архитектуры). В конце Павловского шоссе существует индивидуальная застройка.
На перекрёстке с переулком Белозёрки образована безымянная круговая площадь. Возле Кедринской улицы существует безымянный мост через Гуммолосарский ручей. Этот мост является выявленным объектом культурного наследия. Ещё один мост-памятник сохранился через безымянный ручей в 20 метрах южнее перекрёстка с Сапёрной улицей.

## Примечательные здания и сооружения

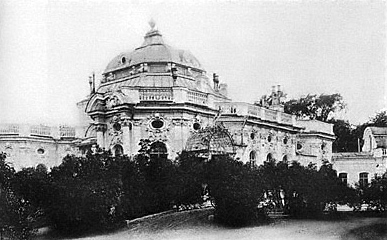
Дача Зинаиды Юсуповой на Павловском шоссе (историческое фото 1914 года)

### Чётная сторона
- № 4 — Магазин Гвардейского экономического общества, 1911—1914 гг., арх-ры А. И. фон Гоген, В. И. Шене, воен. инж. К. Д. Грибоедов.  7831622000
- № 6 — Дача Ростовцевой, 1884—1894 гг., оригинальное здание было разрушено пожаром в 2013 году, снесено в 2018-м, воссоздано в 2019-м.  7831623000
- № 10-12 — Дача Зинаиды Юсуповой, 1856—1859 годы, архитектор Ипполит Монигетти[5].  7810460011
- № 14 — родильный приют М. А. Дрожжиной, 1859—1861 гг., арх-р Александр Кольб, перестроен в 1910—1911 арх-м Сильвио Данини.  7831624000
- № 26, литера А — «Большая дача» В. А. Данини  781610554120005. Комплекс из большой и малой дач и служебных построек был возведён в 1899—1900 под руководством архитектора Сильвио Данини для его семьи[6][7]. В 2023 году дом и участок в 607 м² продали компании бывшего топ-менеджера «Газпром» Ярослава Голко за 43,3 млн рублей[8], однако уже в сентябре собственник снова сменился — им стал петербургский ресторатор Дмитрий Алексеев. КГИОП продолжает судебное разбирательство с требованием разработать проект реставрации[9].  7830263000
- № 30 — дача Н. Е. Сверчкова (С. А. Тами), 1900-е, Сильвио Данини.  7831625000
- № 32 — дача С. М. Дейчмана, 1870-е гг., арх-р Александр Кольб, перестроен и расширен в 1912-м арх-м Сильвио Данини.  7831141000
- № 34 — здание Офицерского собрания лейб-гвардии 1-го Стрелкового полка. Построено в начале XX века по проекту неустановленного архитектора в приемах эклектики. Во время Первой мировой войны в здании размещался госпиталь, после революции — санаторий, затем — ведомственный детский сад. В 2021 году здание передано частной школе. Включено в реестр объектов культурного наследия регионального значения.
- № 64 — бывшие казармы городовых, построенные 1900-х годах по проекту архитектора Сильвио Данини. В 2016 году здание лишили статуса объекта культурного наследия[10] из-за того, что в 1990-х его облик исказили современной пристройкой[11].

### Нечётная сторона
- № 11, лит. Б, № 15 — ансамбль усадьбы Петра Багратиона (Н. С. Чавчавадзе)[12].

## Перекрёстки
- Парковая улица / Садовая улица / Софийский бульвар
- улица Красной Звезды
- Захаржевская улица
- Артиллерийская улица
- Сапёрная улица
- переулок Белозёрки
- Кедринская улица
- Парковая улица (Павловск-2)
- Павловская улица / Главная улица